# Красная Шамбала
Красная Шамбала: магия, пророчества и геополитика в сердце Азии — научно-популярное произведение Андрея Знаменского 2011 года. 

## Содержание книги
В книге исследуются связи между большевиками и их попытками повлиять на буддизм ваджраяны в Монголии и Тибете, а также на шаманов на Дальнем Востоке России. В частности, некоторые элементы внутри большевистской партии были заинтересованы в использовании апокалиптических пророчеств о Шамбале из Тантры Калачакры, с целью повлиять на буддистов, чтобы они поддержали Советскую Россию.

## Персонажи книги
- Александр Барченко
- Глеб Бокий
- Борис Панкратов
- Пётр Козлов
- Николай Рерих
- Джа-лама
- Панчен-лама IX
- Агван Доржиев

## События в книге
- Гражданская война в России
- Монгольская народная революция